# Avantage comparatif
Vous lisez un « article de qualité » labellisé en 2007.
En économie, l'avantage comparatif est le concept principal de la théorie traditionnelle du commerce international. Il a été approché par Adam Smith en 1776 puis par Robert Torrens en 1815 et démontré pour la première fois par l’économiste britannique David Ricardo en 1817 dans ses Principes de l’économie politique et de l’impôt. La théorie associée à l’avantage comparatif explique que, dans un contexte de libre-échange, chaque pays a intérêt à se spécialiser dans la production pour laquelle il dispose de l'écart de productivité (ou du coût) le plus fort en sa faveur, ou le plus faible en sa défaveur, comparativement à ses partenaires.
Cette production est celle pour laquelle il détient un « avantage comparatif ». Selon Paul Samuelson (prix Nobel d'économie en 1970), il s'agit du meilleur exemple d'un principe économique indéniable mais contraire à l'intuition de personnes intelligentes.
La conclusion principale de cette théorie est, que pour un pays, l’ouverture au commerce international est toujours avantageuse, indépendamment de la compétitivité nationale ; ceci, par principe dans une situation de compétition idéale. Il s’agit d'un argument décisif des théoriciens du libre-échange contre ceux qui prônent le protectionnisme par peur de ne pas trouver de débouchés, car il rejette l’idée de « nations moins compétitives » qui ne trouveraient qu'à acheter, et rien à vendre, dans les échanges transfrontaliers. Bien sûr, la théorie ne réfute pas que le commerce international puisse se faire au détriment de certains pays, lorsque ses modalités ne sont pas celles du libre-échange (impérialisme, colonialisme, et autres formes de domination), ni le fait que l'accroissement des gains d'un pays ne signifie pas nécessairement un accroissement correspondant du bien-être de ses habitants.
Généralement à la base de l’enseignement de l’économie internationale, cette théorie vieille de deux siècles n'a pas de réfutation formelle, ce qui en fait le credo officiel de l’Organisation mondiale du commerce (OMC).
La démonstration de David Ricardo est simple, mais elle repose sur de nombreuses hypothèses, explicites ou implicites, qui la rendent contestable. Depuis 1817, les économistes se sont donc attachés à lever ces hypothèses, développant et enrichissant la théorie. La validation empirique de cette dernière a, elle aussi, impliqué une complexification de ses postulats et de ses éléments. Après Ricardo, nombre d’économistes, dont plusieurs « Prix Nobel » d'économie ont donc associé leurs noms à l’avantage comparatif. On trouve, parmi les plus connus, John Stuart Mill, Eli Heckscher, Bertil Ohlin, Wassily Leontief et Paul Samuelson.
Bien que ces travaux aient toujours confirmé les résultats de Ricardo, ils en ont précisé certains aspects et, ce faisant, ont levé de nouvelles problématiques. À titre d’exemple, la théorie récente montre que l’ouverture commerciale accroît la richesse nationale, mais aussi qu’elle en modifie la répartition au détriment de certains agents économiques, peut-être les plus pauvres.

Une illustration du principe de l'avantage comparatif (cf. explications au paragraphe Modélisation simplifiée de la théorie classique), dans un cas fictif confrontant deux groupes d'individus, dont un groupe est plus efficace que l'autre dans les deux types de production envisagés (le fromage et le vin). La spécialisation de chacun des groupes dans la production pour laquelle il dispose d'un avantage comparatif et le recours au libre-échange profitent à chacun d'entre eux.

## Synthèse

### Résumé de l'article
D’après la théorie des avantages comparatifs, lorsqu’un pays se spécialise dans la production pour laquelle il est, comparativement à ses partenaires, le plus avantagé ou le moins désavantagé, il est alors assuré d’être gagnant au jeu du commerce international.
La théorie des avantages comparatifs constitue l’un des arguments les plus solides en faveur de la libéralisation des échanges étant donné qu’elle réfute de façon logique l’argument protectionniste le plus courant selon lequel le libre-échange condamne tout pays ne pouvant produire aucun bien à meilleur marché que ses concurrents. Toutefois elle démontre uniquement que le libre-échange est préférable à l’autarcie, et non qu’il est supérieur à toute politique commerciale intermédiaire. De fait, les prolongements de la théorie des avantages comparatifs ont abouti à une série de résultats qui nuancent l’argument libre-échangiste traditionnel.
Conformément à la démonstration de David Ricardo, la spécialisation des pays en fonction de leurs avantages comparatifs et leur intégration au commerce mondial est profitable à chacun d’entre eux. Toutefois le commerce international modifie la répartition des revenus au sein de chaque nation, de sorte qu’une partie de la population profite de l’ouverture commerciale tandis qu’une autre en pâtit. Le mécanisme qui préside à cette évolution veut que l’intégration croissante des économies suscite, à productivité identique, une convergence des rémunérations à travers le monde. En théorie, la mobilité internationale des facteurs de production (des humains et des capitaux) amplifie ce processus.
Cette nuance pose la question des finalités politiques de l’État : accroître la richesse nationale ou protéger certains groupes d’individus, parfois les plus démunis, parfois les plus riches, souvent certaines industries à des fins électorales. En fait, ce résultat ne remet pas en cause l’optimalité du libre-échange dans la mesure où la répartition des richesses peut faire l’objet d’une politique de redistribution interne par l’impôt, qui sera ou non jugée légitime par la population.
Par ailleurs, le développement économique des pays partenaires, lorsqu’il occasionne la perte d’un avantage comparatif, peut, théoriquement, réduire le gain à l’échange sans toutefois remettre en cause son existence. Cette assertion très récente fait l’objet de critiques sur le plan théorique et empirique.
Du point de vue empirique, la théorie de l’avantage comparatif peine à expliquer certains flux commerciaux. Une partie du commerce international répond à la différenciation des produits des différentes firmes concurrentes, et non pas seulement à leur compétitivité du point de vue des coûts. Auquel cas, les consommateurs profitent du commerce international en voyant la gamme des produits proposés s’élargir.
Cette observation s’insère dans une description du marché où la concurrence est imparfaite (présence de monopoles et d’oligopoles) et où la compétitivité des entreprises est en partie déterminée par la qualité de leur produit. En fait, si de nouvelles théories économiques contestent la thèse selon laquelle les échanges commerciaux sont toujours le résultat de l’exploitation d’avantages comparatifs, elles renforcent pourtant la conclusion de Ricardo sur le fait que tous les partenaires bénéficient des échanges.

### Incompréhensions et paraboles
La théorie des avantages comparatifs, bien que relativement simple, est souvent incomprise, et cela même par une partie des élites intellectuelles.
Un jour le mathématicien Stanislaw Ulam mit au défi le « Prix Nobel » d'économie Paul Samuelson de lui citer une seule proposition dans toutes les sciences sociales, qui sans être triviale, soit vraie. Plusieurs années plus tard, Samuelson proposa comme réponse la théorie de l’avantage comparatif. Il expliquait que « Cette notion est logiquement vraie car elle n’a pas besoin d’être démontrée à un mathématicien et elle n’est pas triviale puisque des milliers d’hommes importants et intelligents n’ont jamais pu la comprendre d’eux-mêmes ou y croire une fois qu’elle leur eut été expliquée.»
Face à cette incompréhension fréquente, les économistes s’ingénient depuis un demi-siècle à trouver des façons toujours plus simples de faire comprendre la théorie de l’avantage comparatif.
Dans cette vulgarisation à outrance, Paul Samuelson imagine un avocat qui fait tout mieux que sa secrétaire, et explique qu’évidemment cette dernière ne sera pas licenciée pour autant. En effet, l’avocat trouve intérêt à déléguer des tâches et de dégager ainsi un temps supplémentaire pour un travail plus rémunérateur, le traitement de ses dossiers. À l’évidence, la secrétaire trouve aussi un grand avantage à ne pas devoir se livrer à un travail d’avocate.
L’économiste James Ingram propose une autre parabole. Un entrepreneur américain a découvert une technologie secrète qui permet de transformer à faible coût des matières premières américaines (bois, blé…) en un produit manufacturé de grande qualité. Forcément, certaines entreprises américaines pâtissent de cette innovation, mais pour autant notre entrepreneur est salué comme un héros national de l’économie de marché. Hélas, un journaliste enquête et découvre qu’en fait l’entrepreneur échange sur les marchés mondiaux le bois et le blé contre des produits manufacturés fabriqués à l’étranger. Soudainement, l’entrepreneur est accusé d’être un traître. Pourtant le fait que sa réussite vienne du commerce ou d’une technologie secrète ne change strictement rien à la richesse américaine, qui de fait est accrue.

## La théorie de l’avantage comparatif

### La théorie classique

#### Contexte politique et idéologique de l’œuvre de Ricardo
Le développement complet de l’argument de l'avantage comparatif est fait par Ricardo [1817] dans Des principes de l'économie politique et de l'impôt et par James Mill (le père de John Stuart Mill) dans son article « Colonies » de l’Encyclopaedia Britannica [1818] et dans "Éléments d’économie politique" [1821].
David Ricardo avance que le libre-échange est profitable en toute condition et pour toutes les nations. Cette idée s'oppose à la pensée dominante de l'époque.

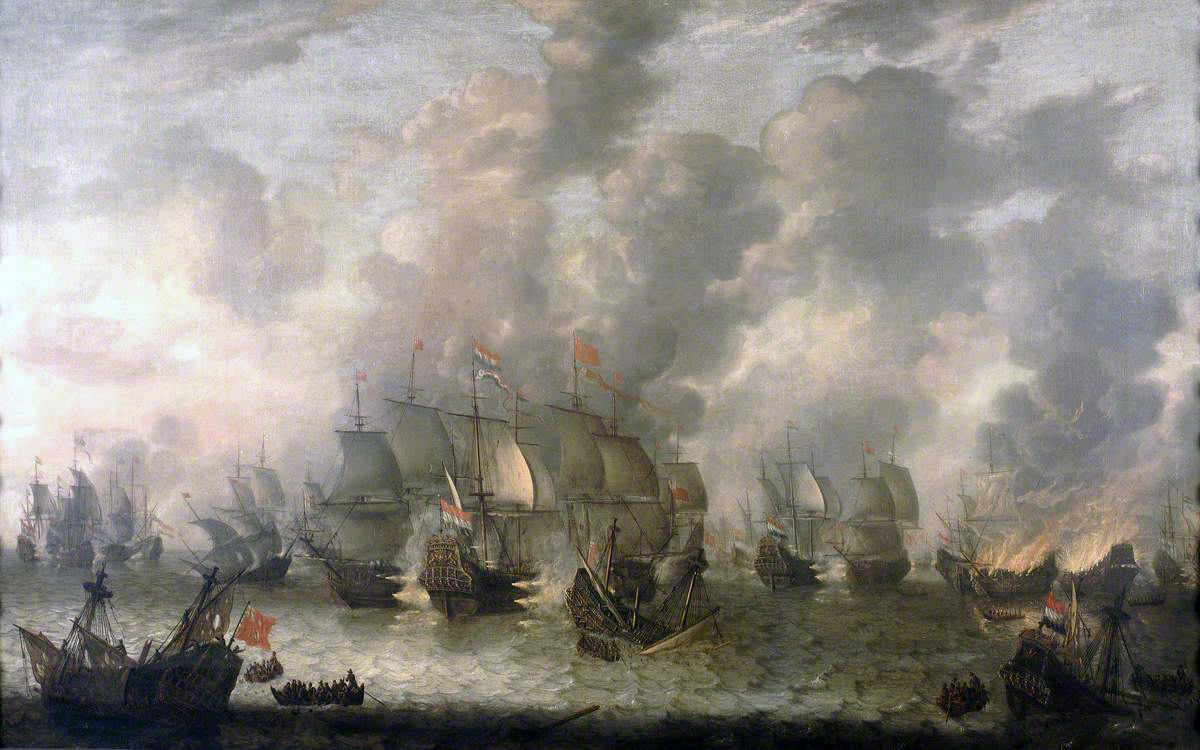
Jusqu’au XIXe siècle, le commerce international est une guerre. Ici la bataille de Scheveningen en 1653, opposant Britanniques et Néerlandais

Le contexte politique de l’Europe depuis la constitution des États-nations à la Renaissance est celui de guerres régulières et du gouffre financier qu’elles représentent. Le but que se sont assigné les auteurs mercantilistes, qui dominent alors la pensée économique, est donc de remplir les coffres du royaume pour en accroître la puissance militaire. Pour ce faire, l’objectif de la politique économique est d’avoir une balance commerciale excédentaire afin de profiter de rentrées d’or et d’en limiter les sorties. Le commerce international est conçu comme un jeu à somme nulle dans lequel les importateurs perdent de l’or quand les exportateurs en gagnent. Le mercantiliste français Antoine de Montchrestien conclut donc en 1615 :

« Les marchands étrangers sont comme des pompes qui tirent hors du royaume […] la pure substance de nos peuples […] ; ce sont des sangsues qui s’attachent à ce grand corps de la France, tirent son meilleur sang et s’en gorgent »

La politique commerciale des puissances européennes est donc guidée par la restriction maximale des importations et l’encouragement des exportations. En France, Colbert établit des manufactures de grande qualité pour convaincre une clientèle européenne exigeante. L’Angleterre et les Provinces-Unies luttent pour le contrôle des mers par l’intermédiaire de leurs Compagnies des Indes. Le commerce international n’est donc pas du tout caractérisé par le libre-échange et la coopération économique, mais par la compétition militaire que se livrent les nations impérialistes d’Europe. Au sein même des nations, les mouvements de marchandises sont aussi très limités par le système féodal. Vauban, par exemple, tente en vain d’assurer la libre circulation des grains entre les provinces françaises.
Toutefois, depuis les Lumières, la pensée économique connaît d’importants changements allant dans le sens du libéralisme. En 1748, dans De l’esprit des lois, Montesquieu fait du commerce une source de paix entre les peuples. En Écosse, le philosophe David Hume croit découvrir une contradiction majeure dans le mode de pensée mercantiliste. Selon Hume, si un pays accroît sa possession d’or grâce au commerce extérieur, alors la circulation monétaire sur son territoire sera accrue et provoquera une envolée des prix et donc une baisse de sa compétitivité commerciale. Cette dernière incidence aura pour effet de transformer l’excédent commercial en déficit, et Hume de conclure qu’à terme les balances commerciales ne peuvent que s’annuler (cf. Parabole de la nuit de David Hume). Enfin en 1776, le moraliste Adam Smith publie ses Recherches sur la nature et les causes de la richesse des nations. Il y démontre que chaque pays a intérêt à se spécialiser dans la production pour laquelle il possède un « avantage absolu », c’est-à-dire pour laquelle il est plus compétitif (ou pour qui cette production est moins coûteuse) que ses partenaires commerciaux, et à utiliser le surplus de cette production pour l’échanger contre les biens qu’il a renoncé à produire lui-même.
Dix ans après la parution du célèbre ouvrage de Smith, la France et l’Angleterre signent le traité Eden-Rayneval (1786) allant dans le sens d’une ouverture commerciale, mais celui-ci est dénoncé à la Révolution française. De fait, l’époque de Ricardo est celle des guerres napoléoniennes, des blocus commerciaux qu’elles impliquent, et de leurs lendemains. Les analyses innovantes de Smith et de Ricardo sont d'autant plus choquantes qu'en 1773 (soit trois ans avant la publication de la Richesse des nations), les lois sur le blé (corn laws, en anglais) qui interdisent toute importation de blé étranger ont été appliquées en Angleterre. Ces lois ne seront abrogées qu'en 1815, juste deux ans avant que n'apparaissent les "principes de l'économie politique et de l'impôt" de Ricardo.

#### La démonstration de Ricardo

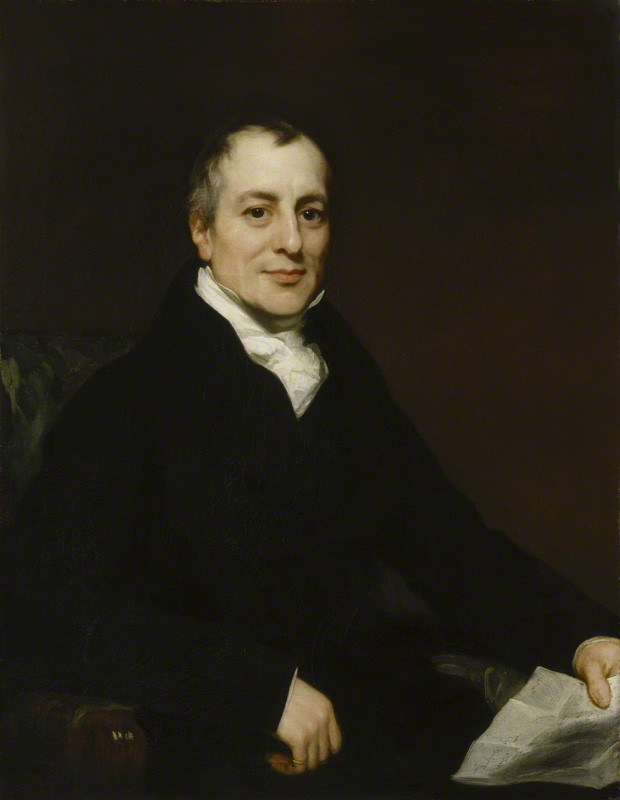
David Ricardo

Recherches sur la nature et les causes de la richesse des nations est l’œuvre la plus connue de toute la littérature économique, et pourtant son argument en faveur du libre-échange, la théorie de l’avantage absolu, semble faible. Qu’arrivera-t-il à la nation qui, s’engageant sur la voie du libre-échange, ne dispose d’aucun « avantage absolu » ? En des termes simples, que produira-t-elle si les nations avec lesquelles elle commerce produisent tout avec plus de facilité qu’elle ne le fait ? Ne risque-t-elle pas de voir toute son industrie (ou son agriculture) disparaître ?
L’objet de la théorie de Ricardo, exposée dans Des principes de l'économie politique et de l'impôt, est de répondre à cette question en affirmant que même la nation la plus désavantagée accroîtra sa richesse, si elle opte pour le libre-échange.
Pour faire comprendre ce principe, Ricardo imagine une économie mondiale composée de deux pays seulement, l’Angleterre et le Portugal, produisant deux types de biens, du drap et du vin, dont la qualité est supposée identique. Ricardo place l’Angleterre dans une situation a priori tout à fait désavantageuse : le Portugal produit plus vite qu’elle à la fois le drap et le vin. L’Angleterre doit-elle fermer ses frontières pour éviter que ne s’écroule son industrie ?
Pour répondre à cette question il faut analyser les effets de l’alternative envisageable entre l’autarcie et le libre-échange.
| Pays       | Drap | Vin |
| ---------- | ---- | --- |
| Angleterre | 100  | 120 |
| Portugal   | 90   | 80  |

En situation d’autarcie, pour produire l'unité de chaque bien dont chaque pays a besoin (1 unité de drap et 1 unité de vin chacun), il faudra compter 220 heures de travail en Angleterre (100 heures pour l'unité de drap, et 120 heures pour l'unité de vin), et 170 heures de travail au Portugal (90 heures pour l'unité de drap, et 80 heures pour l'unité de vin). La production mondiale d'autarcie avec ces 220 et 170 heures respectives s'élève à 2 unités de drap et 2 unités de vin.
 En situation de libre-échange, que se passe-t-il si l’Angleterre se spécialise et ne produit que du drap et si le Portugal se spécialise et ne produit que du vin ? Chaque pays consacre alors les quantités de travail disponibles issues de la situation d'autarcie à la production d'un seul bien.
- L'Angleterre alloue ses 220 heures à la production de drap et en produit 220 / 100 = 2,2 unités.
- Le Portugal alloue ses 170 heures à la production de vin et en produit 170 / 80 = 2,125 unités.

On remarque donc que la production mondiale de chacune des deux marchandises a augmenté grâce au libre-échange et à la spécialisation de chacun dans son avantage comparatif. Globalement, grâce à l’échange qui s’ensuit, les deux nations seront plus riches qu’auparavant, alors qu’elles n’ont pas accru leurs efforts. Bien sûr, la démonstration de Ricardo part du principe que le but de l'économie est d'accroître le bien-être matériel des populations, et non d'assurer la suprématie d'un État sur un autre.
James Mill propose l’exemple suivant : « En supposant que la Pologne peut produire du blé et du tissu avec moins de travail que l’Angleterre, il ne s’ensuit pas qu’il ne serait pas dans l’intérêt de la Pologne d’importer un des biens d’Angleterre. […] Si, dans le même temps qu’une quantité de tissu, qui, en Pologne, est produite avec 100 jours de travail, peut être produite en Angleterre avec 150 jours de travail ; le blé, qui est produit en Pologne avec 100 jours de travail, nécessite 200 jours de travail en Angleterre ; dans ce cas, ce sera l’intérêt de la Pologne d’importer ses tissus d’Angleterre. […] Quand deux pays peuvent produire deux biens, ce n’est pas la plus grande facilité absolue, mais la plus grande facilité relative qui pousse l’un d’entre eux à se restreindre à la production d’un des biens et à l’importation de l’autre » (J. Mill [1821, réédition 1966], p. 271–273).

#### La détermination des prix chez John Stuart Mill

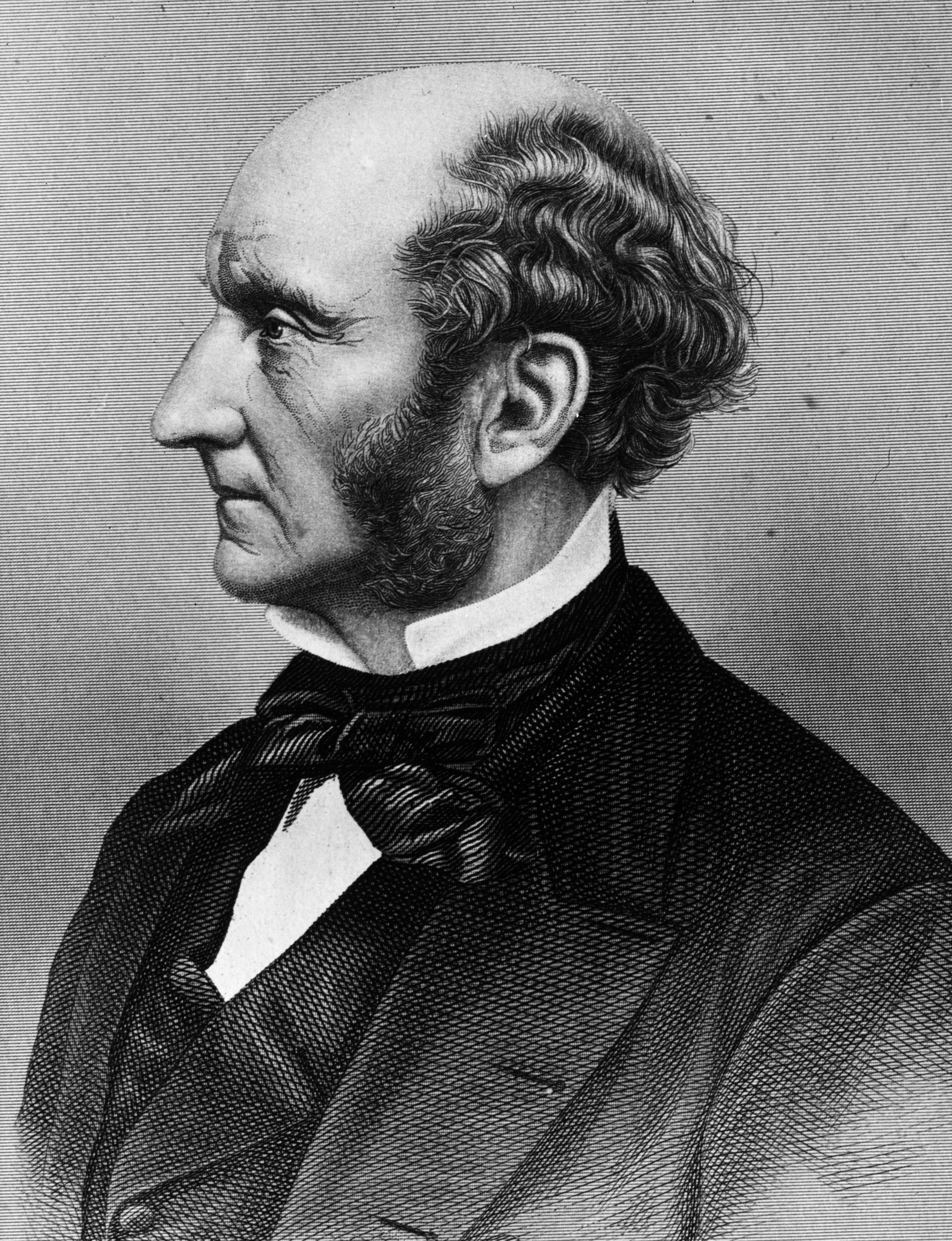
John Stuart Mill

L’explication de Ricardo reste incomplète. Certes, la coopération et la spécialisation de deux pays dans la production où ils disposent d’un avantage comparatif accroissent la richesse mondiale, mais comment ce surplus de richesse sera-t-il partagé ? On ne peut répondre à cette question qu’en s’interrogeant sur les prix relatifs des produits, c’est-à-dire sur le nombre d’unités de vin que devra céder le Portugal pour obtenir une unité de drap anglais, et symétriquement.
C’est le philosophe et économiste britannique John Stuart Mill qui résout la question dans ses Principes d’économie politique en 1848. Il y montre que la détermination du prix international des produits répond aux principes de l’offre et de la demande. En effet, pour chaque prix relatif possible, le premier pays souhaitera exporter une certaine quantité du bien A et importer une certaine quantité du bien B. Le second pays adoptera une attitude symétrique en exportant le bien B et en important le bien A. Or, il semble improbable que les quantités offertes et demandées soient similaires. En fait, il ne doit, en principe, exister qu’un prix relatif pour lequel l’offre et la demande s’égalisent, il s’agit alors du prix relatif constaté et déterminé par le marché. Ce prix détermine aussi les quantités échangées.
Une des conclusions de John Stuart Mill est que l’ouverture commerciale profitera davantage aux pays pauvres qu’aux pays riches. En effet, les désirs de consommation et les moyens de paiement sont beaucoup plus abondants dans le pays riche, si bien que le pays pauvre profitera d’une demande plus importante et plus rémunératrice pour ses exportations. À l’inverse, les gains à l’échange du pays riche seront limités par le faible pouvoir d'achat de son partenaire. Cette pensée optimiste (et contestable) ne fait que renforcer l’idée de Ricardo : non seulement les pays pauvres peuvent s’insérer dans le commerce mondial, mais ils en profitent davantage que les pays riches.
C'est J.S. Mill qui a fait de la théorie de l'avantage comparatif un élément central de la théorie classique et l'a diffusée notamment dans ses "Principes d’économie politique" : « Pour rendre l’importation d’un produit plus avantageuse que sa production, il n’est pas nécessaire que le pays étranger soit capable de le produire avec moins de travail et de capital que nous. Nous pourrions même avoir un avantage dans sa production: mais si nous disposons de telles circonstances favorables que nous avons déjà un avantage plus grand dans la production d’un autre produit qui est demandé par le pays étranger, nous pourrions être en mesure d’obtenir un rendement plus important de notre travail et de notre capital en les employant non pas dans la production de l’article pour lequel notre avantage est moindre, mais en les consacrant pleinement à la production de celui pour lequel notre avantage est le plus grand et en l’offrant au pays étranger en échange de l’autre. Ce n’est pas une différence dans les coûts absolus de production qui détermine l’échange, mais une différence dans le coût relatif » (J.S. Mill [1844a, réédition 1967], p. 233).

### Modélisation simplifiée de la théorie classique
L’histoire de la pensée économique s’est faite dans le sens d’une mathématisation croissante, de sorte que les résultats de la théorie des avantages comparatifs ont fait l’objet de démonstrations recourant aux outils de l’analyse mathématique.
Les démonstrations qui suivent sont présentes dans la plupart des manuels d’économie internationale. Bien qu’elles présentent la théorie « classique », elles utilisent des outils de l’analyse « néoclassique ».

#### Les hypothèses
Pour simplifier le raisonnement, le modèle ricardien repose sur quelques hypothèses, dont certaines seront levées plus loin. On postule donc que :
- Le monde ne connaît qu’un seul facteur de production, le travail.
- Immobilité internationale du facteur de production
- Il ne se compose que de deux pays, le pays domestique et le pays étranger.
- Ils ne produisent que deux types de biens : par exemple du vin et du drap.
- Pour ces deux productions, le pays domestique est moins productif que le pays étranger. Ce désavantage est moins marqué pour la production de drap que pour celle de vin.
- Les coûts de transport sont nuls.
- les rendements sont constants et donc les spécialisations internationales sont stables dans le temps

On s’intéresse aux effets qu’aura le libre-échange sur le pays domestique, dont on suppose qu’il détient un désavantage absolu pour les deux productions.

#### Le pays domestique en situation d’autarcie
Le pays domestique produit et consomme donc uniquement du vin et du drap. Pour la production d’une unité de chacun de ces biens, les travailleurs doivent consacrer un certain temps. On note :
- {\displaystyle a_{LV}\,} la quantité de travail nécessaire à la production d’une unité de vin et {\displaystyle Q_{V}\,} le volume de vin produit.
- {\displaystyle a_{LD}\,} la quantité de travail nécessaire à la production d’une unité de drap et {\displaystyle Q_{D}\,} le volume de drap produit.
- {\displaystyle a_{LV}/a_{LD}\,} représente, par exemple, le coût de production du vin exprimé en quantité d'unité de drap (voir aussi « coût d'opportunité »).
- {\displaystyle L\,} le volume total de travail disponible

On a donc la relation logique suivante qui définit la « frontière des possibilités de production » (contrainte de production) du pays domestique :
On utilise des notations similaires accompagnées d’une astérisque pour le pays étranger. ({\displaystyle a_{LD}^{*}\,} sera par exemple la quantité de travail nécessaire à la production d’une unité de drap dans le pays étranger).

#### Prix relatifs en situation de libre-échange
En situation de libre-échange les prix du vin et du drap sont modifiés car ils prennent en compte l’offre et la demande des deux pays. Considérant que la monnaie n’est qu’un intermédiaire de l’échange et que l’économie ne produit ici que deux biens, on considère que le prix d’une unité de vin est défini par une certaine quantité de draps et inversement. On note :
- {\displaystyle P_{D}/P_{V}\,} le nombre d’unités de vin nécessaires à l’achat d’une unité de drap, c’est-à-dire le prix relatif du drap (par rapport au vin)
- {\displaystyle P_{V}/P_{D}\,} le nombre d’unités de drap nécessaires à l’achat d’une unité de vin, c’est-à-dire le prix relatif du vin.

On va ici chercher à définir le prix relatif du drap en situation de libre-échange, sachant que celui du vin se définit d’une façon identique. Le prix est défini par la rencontre des courbes d’offres et de demandes, sachant qu’une transaction ne peut être effectuée que lorsque la quantité vendue est égale à la quantité achetée.

Offre et demande relatives de drap en fonction du prix relatif (les axes sont inversés par rapport à la logique mathématique, les prix étant par convention en ordonnées.) dans un contexte de libre-échange entre le pays étranger et le pays domestique.
Sur ce graphique, on définit la demande de drap (une des droites en rouge), en fonction du prix (sur l’axe des ordonnées), considérant que la hausse du prix provoque une baisse de la demande et inversement. L’offre de drap de la part des producteurs est définie en fonction du prix par la courbe bleue. Selon le prix, l’offre relative peut prendre trois valeur : 0 lorsque le prix est inférieur aux coûts de production des deux pays (première section verticale de la courbe), lorsque seul le pays domestique à un coût de production inférieur au prix (deuxième section verticale de la courbe) ; enfin l’offre relative prend une valeur infinie dans le cas où le prix est supérieur au coût de production des deux pays (dernière section horizontale de la courbe). Le croisement de la courbe d’offre avec la courbe de demande permet de définir le prix effectivement observé sur le marché. (1,2 ou 3 par exemple)

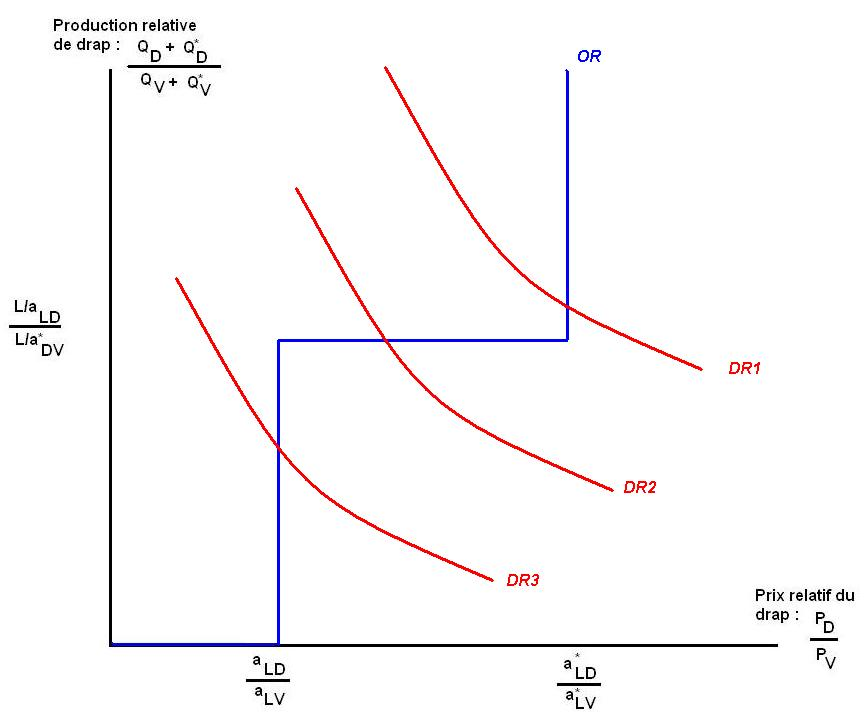
le graphique avec les axes inversés en cas d’incompréhension

Suivant les règles générales du comportement humain on considère que l’augmentation des prix décourage les consommateurs, de sorte que la courbe de demande relative sera décroissante (ici, une des courbes rouges DR).
La construction de la courbe d’offre relative est moins intuitive :
- Si {\displaystyle P_{D}/P_{V}<a_{LD}/a_{LV}\,}, le pays domestique a intérêt à produire du vin (le prix du drap est inférieur au coût de production), ainsi que le pays étranger vu que d’après notre hypothèse {\displaystyle P_{D}/P_{V}<a_{LD}/a_{LV}<a_{LD}^{*}/a_{LV}^{*}\,}. L’offre relative de drap est donc nulle vu que le monde ne produit que du vin.
- Si {\displaystyle a_{LD}/a_{LV}<P_{D}/P_{V}<a_{LD}^{*}/a_{LV}^{*}\,} (le prix relatif du drap est supérieur au coût de production du pays domestique et inférieur au coût de production du pays étranger) alors seul le pays étranger a intérêt à produire du vin, et le pays domestique produira du drap. L’offre relative de drap sera donc égale au rapport entre la production mondiale de drap et celle de vin, à savoir : {\displaystyle {\frac {L/a_{LD}}{L^{*}/a_{LV}^{*}}}}.
- Si {\displaystyle a_{LD}/a_{LV}<a_{LD}^{*}/a_{LV}^{*}<P_{D}/P_{V}\,} (le prix relatif du drap est supérieur aux coûts de production du drap dans les deux pays) le pays domestique a intérêt à produire du drap, ainsi que le pays étranger. Auquel cas l’offre de vin tend à être nulle, donc l’offre relative de drap tend vers l’infini (voir Limite (mathématiques élémentaires), cas de la division d’un réel positif par un réel positif tendant vers 0).

On peut donc construire la courbe bleue d’offre relative (OR) et observer les prix relatifs possibles (ex. des points 1, 2 et 3) en fonction des droites de demande relative envisageables.
D’après le graphique, l'équilibre entre offre et demande se fera à l'intersection des deux courbes (OR) et (DR) ; étant donné qu'aucune courbe de demande (DR) ne coupe l'axe du prix relatif, le prix relatif du drap sera borné par l’inégalité :

#### «Possibilités de consommation» en situation de libre-échange
Pour mettre en évidence les gains à l’échange, il suffit de comparer les possibilités de consommation en situation d’autarcie et en situation de libre-échange.

Possibilités de production en autarcie (noir) et possibilités de consommation en situation de libre-échange (rouge).
La « frontière des possibilités de production » permet de définir tous les volumes de production envisageables avec une quantité de travail donnée L, de sorte que le pays ne peut accroître la production d’un bien sans réduire celle d’un autre. La « droite de budget » définit tous les volumes de consommation possibles, pour un revenu donné lié à une quantité de travail L donnée en situation d’échange, de sorte qu’il n’est pas possible d’accroître la consommation d’un bien sans réduire celle de l’autre.

En situation d’autarcie, la consommation est limitée par la production intérieure, c’est-à-dire par la fonction :
{\displaystyle a_{LV}.Q_{V}+a_{LD}.Q_{D}=L\,}
On peut en déduire une fonction affine de coefficient directeur {\displaystyle -a_{LV}/a_{LD}\,} exprimant la consommation de drap en fonction de celle de vin :
{\displaystyle {\begin{matrix}a_{LD}.Q_{D}+a_{LV}.Q_{V}=L&\Leftrightarrow &{a_{LD}.Q_{D}=L-a_{LV}.Q_{V}}\\\ &\Leftrightarrow &Q_{D}=L/a_{LD}-(a_{LV}/a_{LD}).Q_{V}\end{matrix}}}
Cette fonction, dite des « possibilités de production », est représentée en noir sur le graphique.
En situation de libre-échange, le pays domestique ne produit que du drap. Une partie {\displaystyle Q_{D}^{ex}\,} est destinée à l'exportation, et chaque unité est échangée contre {\displaystyle P_{D}/P_{V}\,} unités de vin.
{\displaystyle {\begin{matrix}a_{LD}.Q_{D}+a_{LD}.Q_{D}^{ex}=L&\Leftrightarrow &{a_{LD}.Q_{D}+a_{LD}.(P_{V}/P_{D}).Q_{V}=L}\\\ &\Leftrightarrow &{a_{LD}.Q_{D}=L-a_{LD}.(P_{V}/P_{D}).Q_{V}}\\\ &\Leftrightarrow &{Q_{D}=L/a_{LD}-(P_{V}/P_{D}).Q_{V}}\end{matrix}}}
La consommation de drap en fonction de celle de vin sera donc une fonction affine de coefficient directeur {\displaystyle -P_{V}/P_{D}\,}.
Cette fonction est représentée en rouge sur le graphique. On sait qu’elle est supérieure à la précédente car on a établi que {\displaystyle a_{LV}/a_{LD}\geq {P_{V}/P_{D}}}. On peut donc conclure que les « possibilités de consommation » sont plus importantes en situation de libre-échange qu’en situation d’autarcie. Ce gain à l’échange est représenté par l’écart entre la droite noire et la droite rouge.

En fait, on remarque que pour une quantité consommée de vin donnée, il est possible de consommer plus de drap en situation de libre-échange qu’en situation d’autarcie, et inversement.

### Les prolongements de la théorie
Les analyses de David Ricardo et de John Stuart Mill sont faites dans l’optique de leur courant de pensée, celui de l’économie classique qui fonde la valeur des choses sur le travail nécessaire à leur production. La conséquence de cette influence idéologique est que, chez Ricardo et Mill, les différences entre pays sont essentiellement appréhendées sur le plan de la productivité du travail (quantité produite par unité de travail). Les autres facteurs de production, et notamment le capital (machines et équipements) sont négligés.

#### Multiplication des facteurs de production

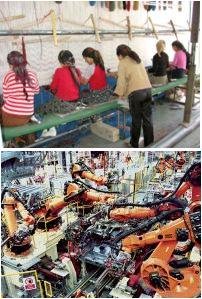
Une illustration des différences de dotation en facteurs de production entre différents pays. Ici une usine d’automobile robotisée dans un pays industrialisé et une fabrique de tissu dans un pays en développement

Il revient à deux économistes suédois, Eli Heckscher et Bertil Ohlin, d’avoir au XXe siècle élargi le champ de l’analyse au facteur capital.
L’idée de la théorie Heckscher-Ohlin est qu’il existe des biens dont la production requiert relativement plus de travail que de capital, et inversement. Ils postulent par ailleurs que ces deux facteurs de production sont immobiles à l’échelle internationale.
En vertu des lois de l’offre et de la demande selon lesquelles les prix sont fonction de la rareté, le prix du capital est élevé dans les pays où le travail est relativement abondant, tandis qu’il est faible là où le capital est le facteur de production dominant. Le prix du travail, c’est-à-dire le niveau des salaires, suit des règles identiques. Partant de ce principe, on comprend que les pays fortement dotés en capital auront des coûts de production inférieurs pour les biens dont la production est plus intensive en capital qu’en travail, l’automobile par exemple. Ces pays disposeront donc d’un avantage comparatif dans ces industries. Inversement les pays dont la dotation principale est le travail profiteront d’avantages comparatifs dans des productions intensives en travail, le textile par exemple.
La théorie d’Heckscher-Ohlin apporte deux grandes évolutions, l’une fournit une nouvelle explication sur l’origine possible des avantages comparatifs, l’autre permet de rompre avec l’hypothèse du facteur de production unique.

#### Gagnants et perdants du commerce international
Wolfgang Stolper et Paul Samuelson ont, par la suite, cherché à comprendre l’impact qu’avait le libre-échange sur la répartition des revenus dans un pays donné. Lorsque le pays s’insère dans le commerce international, il accroît, par sa spécialisation, l’utilisation du facteur de production dominant de son économie, ce qui provoque, selon les lois de l’offre et de la demande, une augmentation de sa rémunération. Inversement, en confiant la production des biens pour lesquels il ne dispose d’aucun avantage comparatif, le pays réduit son utilisation des facteurs rares, et en diminue donc la rémunération. Le modèle de Ricardo montrait que tous les pays bénéficiaient du libre-échange ; tout en la confirmant, le théorème de Stolper-Samuelson nuance cette conclusion en indiquant qu’au sein de chaque pays se trouveront des gagnants et des perdants, ceux qui jusque-là étaient avantagés par leur rareté.
Selon ces mêmes mécanismes, le commerce international devrait, sous réserve d’une intégration commerciale très poussée (encore loin d’être atteinte), faire converger les niveaux de rémunération d’un même facteur à travers le monde (théorème Heckscher-Ohlin-Samuelson).

#### Déterminants de l’avantage comparatif
Depuis la parution de l’ouvrage de David Ricardo, les économistes ont avancé de nombreuses théories visant à expliquer le différentiel de productivité entre les pays.
Dans la pensée classique, la répartition des avantages comparatifs entre pays est essentiellement fondée sur des caractéristiques qualitatives : l'habileté des travailleurs, la détention d’avantages technologiques ou naturels. Nombre d’entre eux sont triviaux. À l’évidence, les pays peuvent être avantagés par leurs ressources naturelles ou par leur climat. Ceux disposant de pétrole sur leur territoire sont bien évidemment plus compétitifs pour en exporter que ceux n’en disposant pas. Le climat, de son côté, explique pourquoi la Norvège fait venir ses ananas de contrées lointaines.
La pensée néo-classique a enrichi l’approche des classiques en introduisant des déterminants quantitatifs. Selon Eli Heckscher et Bertil Ohlin, les avantages comparatifs des pays sont respectivement définis par leurs dotations relatives en travail et en capital. Les pays disposant d’un volume de capital important, c’est-à-dire de nombreux équipements pour assister les tâches des travailleurs, auront un avantage comparatif dans la production de biens industriels nécessitant l’utilisation intensive du facteur capital, comme la chimie, l’automobile, l’aéronautique… Inversement les pays disposant d’une main-d’œuvre abondante profitent de bas salaires qui leur permettent d’être plus compétitifs dans les productions intensives en main-d’œuvre comme le textile ou l’assemblage de biens électroniques.
Au début des années 1950, la tentative de vérification de cette théorie par Wassily Leontief sur le commerce extérieur des États-Unis a conduit à un échec et a montré que ce pays était plutôt exportateur de biens intensifs en travail, et non en capital comme prévu. Toutefois, le « paradoxe de Leontief » peut être résolu sans renoncer à l’explication quantitative des facteurs, à condition d’élargir la notion de facteur. En effet, les États-Unis sont exportateurs de biens ayant nécessité un important travail qualifié, tandis que les pays les moins avancés sont exportateurs de biens dont la fabrication ne requiert aucune compétence (cf. plus bas Validité du modèle HOS). Dans ce cas, la synthèse des approches quantitatives et qualitatives permet donc bien d’expliquer les échanges internationaux en se basant sur une différence de dotation en facteurs de production.
La distinction des facteurs de production peut donc prendre des formes plus précises et diverses, si on différencie différents types de travailleurs, différents types de capitaux, différents types de ressources naturelles…
Enfin, la théorie du cycle de vie du produit a renouvelé l’approche technologique. Selon Raymond Vernon, la vie d’un produit se divise en plusieurs étapes, correspondant à plusieurs phases du commerce international. Dans un premier temps, le produit tout juste conçu dans un pays riche doit être testé, et le marché national est alors le plus indiqué, d’autant que le prix encore élevé du bien correspond au niveau de vie du pays riche. Arrivant à un stade de maturité, l’entreprise sur le point de perdre l’exclusivité sur le produit est incitée à le vendre sur les marchés étrangers avant l’arrivée de ses futurs concurrents. Le bien, s’il connaît un important succès, est alors produit en des quantités plus importantes ce qui provoque une baisse de son coût unitaire de production et donc de son prix. Il devient donc accessible aux consommateurs des pays moins aisés. Les pays riches détiennent alors un avantage comparatif. Lorsque le produit atteint un stade de standardisation et se banalise, sa production devient possible dans les pays à bas salaires, et l’entreprise, pour maintenir sa compétitivité face aux concurrents, se doit d’en délocaliser la production dans les pays à bas salaires pour le réexporter par la suite dans les pays riches. L’avantage comparatif est donc désormais entre les mains des pays à bas salaires.
Lorsque deux pays ne disposent pas de la même monnaie, et que le taux de change n’est pas révélateur de l’économie réelle, les coûts monétaires ne reflètent plus les coûts réels et sont susceptibles de modifier artificiellement la répartition des avantages comparatifs. Historiquement, ce problème a longtemps été résolu par les systèmes de changes fixes (jusqu’au début des années 1970) et/ou d’étalon or. Dans le monde contemporain, après la fin des accords de Bretton Woods en 1973, les taux de change flottants ou semi-fixes introduisent une incertitude sur les gains à l'export. Au sein de zones monétaires, comme la zone euro, le risque de variations de taux de change susceptibles de fausser la concurrence a motivé la mise en place d’une monnaie unique.

#### La croissance nuisible de l’étranger
Dans un article de 2004, Paul Samuelson a tenté, grâce à la théorie des avantages comparatifs, de déterminer l’impact des progrès techniques des pays émergents sur la croissance des pays avancés. Il montre qu’un pays peut voir ses gains au commerce international se réduire lorsque les progrès techniques réalisés par des pays étrangers viennent contester sa détention d’un avantage comparatif, et ce faisant réduire le prix ou le volume de ses exportations. Appliquée à un cas d’actualité, la conclusion de Samuelson est que, si la Chine accroît suffisamment sa productivité pour les biens qu’elle importe actuellement, ses besoins d’approvisionnement en provenance des États-Unis ou de l’Union européenne se réduiront, provoquant une dégradation des termes de l’échange pour ces pays riches.
Cette démonstration est essentiellement théorique, et développe donc une éventualité non vérifiée jusqu’alors dans les faits. L’étude empirique des termes de l’échange montre que leur évolution depuis 1980 s’est faite au détriment des pays de l’Asie du sud et de l’est, et que cette dégradation s’est accélérée depuis 1996.
De plus, la conclusion théorique de Samuelson doit être correctement interprétée : en aucun cas elle ne remet en cause l’existence des gains mis en évidence par Ricardo, mais précise seulement que ces gains sont susceptibles de se réduire sous l’effet d’une redistribution des avantages comparatifs entre pays.

## Impact historique de la théorie
L’œuvre de Ricardo a sans doute fait du Royaume-Uni le chantre du libre-échange en Europe, et a inspiré les vagues de libéralisation du commerce international, d’abord dans les années 1860, puis après 1945. Mais la description des échanges proposée par Ricardo se retrouve aussi dans la domination commerciale des nations impérialistes au XIXe siècle.

### La naissance du libre-échange

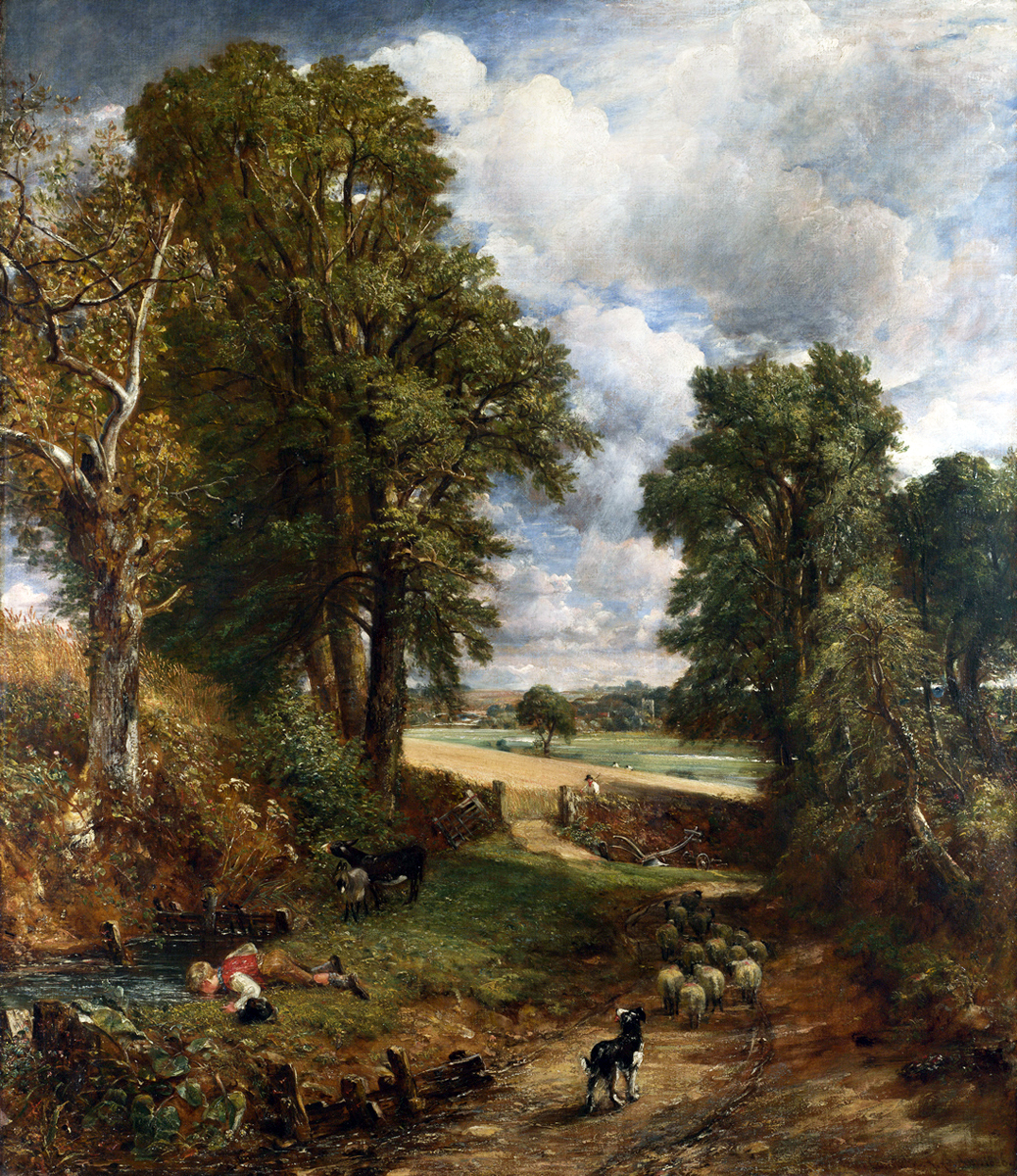
Le champ de blé par John Constable, 1826

La conceptualisation de l’avantage comparatif au début du XIXe siècle s’inscrit au Royaume-Uni dans un débat politique aux aboutissants multiples.
Le Royaume-Uni possède alors l’agriculture la plus productive du monde, et a rattrapé sur le plan économique le retard qu’il avait sur son grand voisin, la France. Les îles Britanniques sont encore le seul territoire où la révolution industrielle a débuté, et elles s’imposent comme les grandes gagnantes de plus de vingt ans de guerres européennes. Pour autant, le retour à la paix en 1815, qui signifie la fin de certaines entraves commerciales, inquiète les propriétaires terriens de Grande-Bretagne qui parviennent à faire revoter les Corn Laws, des lois protectionnistes sur les céréales. C’est dans ce contexte que Robert Torrens fait remarquer, en vain, que la Grande-Bretagne obtiendra davantage de vivres en produisant des biens industriels à échanger, qu’en se consacrant elle-même à l’agriculture.
Le raisonnement formel de Ricardo, deux années plus tard, démontre le principe qui préside l’intuition de Robert Torrens. L’exemple du vin et du drap est totalement anodin, et fait référence à un ancien traité commercial entre l’Angleterre et le Portugal, mais Ricardo vise en fait directement les Corn Laws. Les Principes de l’économie politique et de l’impôt sont une réflexion sur la répartition des revenus entre les classes sociales, où Ricardo tente de démontrer que la hausse de la population (elle triple en un siècle), en alimentant la hausse des prix du grain, va concentrer la richesse nationale entre les mains des propriétaires terriens oisifs, au détriment des entrepreneurs. De plus, il pense que l'abrogation des corn laws permettra aux grains d'être peu chers, permettant ainsi d'empêcher la baisse fatale du taux de profit, ou dynamique grandiose, menant à l'état stationnaire : en effet, les prix du grain augmentant, les salaires de subsistance versés aux travailleurs auraient dû être augmentés, et à terme cela aurait rendu le profit presque nul. Selon lui, une solution à ce problème est l’ouverture commerciale unilatérale du marché des grains au commerce étranger.
Il est notable que c’est ce dernier argument, et non celui de l’avantage comparatif, qui se révèle décisif. En 1839, les industriels de Manchester fondent l'Anti-Corn Laws League, une association dirigée par Richard Cobden qui combat les intérêts des Landlords. Associée au prolétariat auquel elle promet que le libre-échange provoquera une chute des prix agricoles, elle se lance dans un affrontement politique qui dure plusieurs années. Ricardo est alors mort depuis une vingtaine d’années, mais Robert Torrens participe au débat et trouve une première objection à la libéralisation complète en montrant que, par sa puissance, le Royaume-Uni est susceptible d’améliorer ses termes de l’échange grâce à une faible taxe douanière. En 1845, débute, sur les îles Britanniques, une des plus terribles famines de l’histoire, liée à une maladie de la pomme de terre en Irlande. Celle-ci permet, en 1846, au Premier ministre Robert Peel d’obtenir du Parlement la suppression des Corn Laws.
Cette mesure reste un quasi-inédit historique, vu qu’il s’agit d’une concession commerciale sans réciprocité, accordée par un pays libre de toute contrainte (vu qu’il s’agit de la première puissance mondiale). Mais à l’évidence, un pays ne peut pratiquer le libre-échange tout seul. C’est ici que la théorie de l’avantage comparatif joue un rôle pour convaincre les autres puissances, économiquement en retard, d’ouvrir leurs frontières. Napoléon III est le premier à se laisser convaincre et signe en 1860 un premier traité de libre-échange avec le Royaume-Uni, alors que les industriels français, se croyant à l’avance condamnés, crient au « coup d’État commercial ». Devant la réussite de cet accord, de nombreuses puissances d’Europe comme l’Italie, la Belgique et le Zollverein (future Allemagne) signent des traités semblables.

### L'application de l’avantage comparatif dans l’empire britannique
Le principe selon lequel le commerce mondial est toujours profitable pour tous est séduisant sur le plan théorique, mais est totalement faux sur le plan historique, ne serait-ce que parce que le libre-échange n’est jamais parfait. L’historien Paul Bairoch a décrit les transformations de la production au sein de l’empire britannique et les désastres qu’a pu causer une théorie pour le moins mal comprise.
L’œuvre de Ricardo n’est pas consacrée à une étude théorique du commerce international, mais à une critique de la répartition des richesses dans l’Angleterre du début du XIXe siècle. Sa conclusion essentielle est que la rareté des terres fertiles sur les Îles Britanniques provoque la concentration des revenus dans les mains des propriétaires fonciers. Pour répondre à ce problème, il suggère finalement à son pays de renoncer à son agriculture au profit de l’industrie, et d’échanger la production de ses manufactures contre des vivres étrangers.
C’est précisément ce que fera le Royaume-Uni au cours du siècle : organiser le commerce mondial du point de vue des avantages comparatifs. Mais cette organisation n’est pas celle induite par les lois du marché dans un contexte de libre-échange : il s’agit en fait de la mise en place d’une division internationale de la production dans le cadre du plus grand empire de l’histoire.
À l’époque de Ricardo, l’Angleterre est la seule grande puissance à avoir connu la révolution agricole, et son agriculture est donc la plus productive du monde. Elle est pourtant sacrifiée au profit de l’industrie selon la logique décrite par Ricardo, provoquant l’essor de la classe ouvrière et l’urbanisation insalubre de la Révolution industrielle. Autosuffisante au début du XIXe siècle, l’Angleterre dépendra pour plus des deux tiers de l’étranger pour son alimentation au début du siècle suivant.
Inversement, si l’Angleterre a renoncé à son agriculture, une de ses nations « partenaires », ou plutôt colonisées, doit renoncer à son industrie. Alors que l’Inde est le premier producteur de textile du monde, elle voit disparaître entièrement sa production artisanale de tissu qui ne peut faire face à la haute productivité de l’industrie cotonnière britannique. L’Inde va-t-elle produire les vivres dont l’Angleterre a besoin ? Non, car l’avantage comparatif du pays n’est pas là. L’Inde voit, au contraire, s’effondrer son agriculture vivrière, sacrifiée par les Britanniques au profit de la culture de produits tropicaux, comme le coton, le jute, ou l’indigo. La culture du pavot est aussi une de ces productions pour lesquelles l’Inde dispose d’un avantage comparatif. Hélas, la Chine, principale consommatrice potentielle, a fermé ses ports à ce produit dont les dirigeants connaissent les effets désastreux sur la population. L’Angleterre lui livrera donc une « guerre de l'opium » (1838-1842) pour lui imposer ce commerce.
En fait, dans un contexte historique davantage marqué par l’impérialisme que par le libre-échangisme, la détention d’avantages comparatifs par les nations les moins puissantes s’est souvent transformée en véritable malédiction.

Les principaux effets dans le monde (États-Unis, Indes britanniques et Chine) de la spécialisation industrielle du Royaume-Uni et de sa gestion des avantages comparatifs.

## Analyse critique et empirique de la théorie
Sur le plan scientifique, la théorie économique répond tout à la fois à un objectif positif, la description des phénomènes observés, et à une finalité normative, celle de conseiller les agents économiques, et en particulier l’État. Les rapports entre la théorie et la réalité sont donc de deux ordres : l’adéquation de l’explication théorique à l’observation empirique d’un côté, l’impact de la théorie sur l’histoire des humains d’un autre.

### Analyse des avantages ricardiens
Sur le plan théorique, le modèle proposé par David Ricardo qui repose sur les différences de productivité relative répond à un si grand nombre d’hypothèses qu’il semble improbable qu’il soit confirmé par l’observation des flux internationaux de marchandises. Pourtant, un grand nombre d’études sont venues le confirmer [réf. nécessaire].
En 1951, une étude portant sur les échanges entre la Grande-Bretagne et les États-Unis a par exemple validé le modèle de Ricardo. Au lendemain de la Seconde Guerre mondiale, la productivité des travailleurs américains était en moyenne deux fois supérieure à celle de leurs homologues britanniques dans tous les secteurs d’activité industriels. Mais comme les salaires américains étaient deux fois plus élevés, le Royaume-Uni disposait, en fait, de coûts inférieurs à ceux constatés aux États-Unis dans quelques secteurs. Or l’étude de la structure du commerce a montré que les britanniques étaient exportateurs dans ces secteurs et importateurs dans les autres, si bien que les échanges anglo-américains répondaient bien aux avantages comparatifs de chacun.
Aujourd’hui les études sur la validité empirique de la théorie ricardienne se heurtent à un obstacle épistémologique majeur. En effet le fondement de l’analyse de Ricardo repose sur la comparaison des coûts relatifs de production en situation d’autarcie, or dans le contexte actuel de la mondialisation économique il est très rare qu’un pays possédant un désavantage comparatif continue à produire le bien concerné, de sorte qu’il n’existe aucune donnée statistique permettant d’estimer la productivité des différents participants au commerce international. Or si on ignore la productivité d’un pays pour la production du bien qu’il importe, on ne peut pas savoir si sa situation d’importateur dérive de la détention d’un désavantage comparatif vis-à-vis du pays exportateur. La mesure de l’influence des coûts relatifs de production sur la structure du commerce international est donc très difficile.

### Analyse du modèle HOS
En 1951, Wassily Leontief a testé le Modèle Heckscher-Ohlin-Samuelson sur la structure du commerce extérieur des États-Unis et a montré que, contre toute attente, ce pays exportait davantage de biens intensifs en travail que de biens nécessitant beaucoup de capital. Cette observation empirique est connue sous le nom de paradoxe de Leontief parce qu’elle entre en contradiction avec les prévisions de la théorie. En fait, de nombreuses explications à ce paradoxe ont été avancées sans renoncer aux principes de la théorie, Leontief lui-même ayant expliqué que les États-Unis étaient en fait une économie relativement abondante en travail dans la mesure où les travailleurs américains étaient alors bien plus efficaces que la plupart de leurs homologues étrangers.
La résolution la plus classique du paradoxe consiste à distinguer le travail qualifié du travail non qualifié. Auquel cas l’intuition de d’Heckscher et d’Ohlin sur l’importance de la dotation en capital et en travail est en partie réfutée, mais le raisonnement théorique conserve toute sa pertinence, vu qu’il suffit de remplacer les deux facteurs de production d’origine (le capital et le travail) par la nouvelle distinction (travail qualifié/non qualifié). En 1962, une étude a confirmé la pertinence de cette résolution du paradoxe en montrant que les exportations américaines étaient plus intensives en travail qualifié que les importations.
Pour vérifier si le modèle HOS restait valable à condition de dépasser la seule distinction capital/travail, d’autres études ont multiplié les facteurs de production afin de comparer les prédictions de la théorie HOS avec les flux commerciaux effectivement observés. Une étude de 1987, prenant en compte 12 facteurs de production (capital, travail, cadres, ouvriers, pâturages …), a montré que les prévisions de la théorie n’étaient exactes que dans un peu moins de 70 % des cas, chiffre en fait relativement faible vu que l’absence totale de corrélation aurait impliqué un résultat proche de 50 %.
Globalement, le modèle d’Heckscher-Ohlin n’explique finalement que le commerce Nord-Sud, c’est-à-dire entre pays dont les structures économiques sont très différentes. Or le commerce Nord-Sud de produits manufacturés ne représente qu’un dixième du commerce mondial.

### Le problème du commerce intra-branche
La théorie de l’avantage comparatif explique les échanges de produits différents entre pays différents. Mais dans les faits, l’essentiel du commerce international se réalise entre pays semblables qui s’échangent des produits substituables. Comment, par exemple, expliquer que l’Allemagne et la France s’échangent mutuellement des voitures ? Cette partie du commerce international semble échapper aux déterminants décrits par la théorie de l’avantage comparatif, et a suscité l’apparition de théories alternatives.

#### Les théories alternatives
Selon Paul Krugman et James Brander, ce commerce intrabranche peut s’expliquer par la structure oligopolistique des marchés. Partant du constat que certaines branches d’activités sont dominées par un petit nombre d’entreprises, ils expliquent que le libre-échange se traduit par une mise en concurrence internationale, dans laquelle les entreprises tentent de se déstabiliser mutuellement. Pour ce faire, chaque firme tente de conquérir des parts de marché dans les pays étrangers, et y vend moins cher que sur son marché national. En pratiquant ce « dumping réciproque », chaque firme a tendance à gagner des parts de marché à l’étranger, et à en perdre sur son marché national. Le résultat de l’ouverture des frontières dans ce contexte d’oligopoles est une concurrence accrue qui se manifeste par l’échange entre pays de produits similaires et par la baisse des prix.
Des économistes comme Avinash Dixit, Victor Norman, Kelvin Lancaster ou Paul Krugman, ont par ailleurs montré que la présence des économies d’échelle pouvait, en l’absence d’avantages comparatifs, susciter des spécialisations internationales arbitraires dans certaines branches économiques. Si deux pays ont des productivités identiques dans toutes les branches d’activités, ils n’ont, selon la théorie de l’avantage comparatif, aucune raison de se spécialiser. La théorie contemporaine contredit cette prévision de la théorie classique : les pays ont intérêt à se spécialiser, car cette spécialisation suscite des économies d’échelle, à savoir que l’augmentation du volume de la production d’un bien dans un pays lui permet d’abaisser son coût unitaire de production. Cependant, cette nouvelle théorie, en levant deux des hypothèses de Ricardo (celle des rendements constants, et celle de la nécessité de différences de productivité entre partenaires), ne fait que renforcer la conclusion finale selon laquelle les échanges sont toujours bénéfiques.
La dernière grande explication de ce commerce intrabranche est le goût des consommateurs pour la diversité. Sur chaque marché, les entreprises se font une concurrence à la fois sur les prix, mais aussi sur la différenciation de leurs produits. Lorsqu’un pays s’ouvre au commerce mondial, ses firmes peuvent proposer leurs produits sur les marchés étrangers, où ils seront plus ou moins compétitifs, autant pour des raisons de coût que de qualité. L’ouverture commerciale permet alors de réaliser un gain non mesuré par la théorie de l’avantage comparatif car la gamme de produits différenciés proposée aux consommateurs est accrue, tandis que les firmes réduisent leurs coûts de production en disposant d’un marché élargi permettant la réalisation d’économies d’échelle.

#### La défense de l’avantage comparatif
Alors que se développaient les théories alternatives, l’approche du commerce international du point de vue de l'avantage comparatif s’est elle aussi renouvelée.
Les défenseurs de la thèse de Ricardo réfutent d’abord le caractère non explicatif de la théorie des avantages comparatifs, pour les échanges commerciaux entre pays semblables. Ils font remarquer que le qualificatif « semblable » est une approximation grossière et que les pays ne sont jamais identiques. L’analyse des échanges intrabranches entre ces pays permet de voir que les échanges de type vertical, à savoir l’échange de produits de qualités différentes, représentent par exemple 72 % de ce type de commerce au sein de l’Union européenne. Or cette différenciation des produits, dits « semblables », en terme qualitatif permet de réintroduire les déterminants ricardiens de l’échange international.
L’application de la théorie de l’avantage comparatif dans un modèle avec deux biens, mais avec plus de deux pays permet, par ailleurs, d’expliquer le caractère variable des spécialisations. Entre le pays ayant le meilleur avantage comparatif pour le vin, et celui disposant du meilleur avantage comparatif pour le drap, se situent, selon une certaine hiérarchie (dite « échelle d’Edgeworth ») un important nombre de pays intermédiaires. Si le prix mondial du drap est élevé, les pays intermédiaires auront plutôt tendance à produire du drap, et inversement. L’évolution des prix relatifs sur les marchés mondiaux sera donc susceptible de faire basculer un pays intermédiaire d’une production à une autre, créant des situations transitoires dans lesquelles les pays intermédiaires importent et exportent les mêmes produits.
Toujours selon ce principe de hiérarchie des avantages comparatifs, pour la production de vin, un pays A peut disposer d’un avantage comparatif sur B, tandis que B en possède un sur C. Auquel cas, le pays B importera du vin depuis le pays A, et en exportera vers le pays C. Il se retrouvera donc importateur et exportateur d’un même produit.
Autre explication, si un pays tente de créer, grâce à une politique adéquate, un avantage comparatif dans la production d’un bien A, il réduira progressivement ses importations et augmentera doucement ses exportations, passant dans ce cas par une situation intermédiaire, où il sera importateur et exportateur du même bien.
Par ailleurs, à l’échelle nationale, toutes les entreprises produisant un même bien n’ont pas nécessairement la même productivité. Par analogie aux pays disposant d’avantages comparatifs, les entreprises disposent d’avantages compétitifs. Il est possible que dans un pays disposant, globalement, d’un désavantage comparatif, et étant donc importateur, quelques entreprises disposent d’un avantage compétitif leur permettant d’exporter.
Enfin, il est possible de démontrer que la théorie des avantages comparatifs est toujours valide dans le cas général où l'on renonce à certaines des hypothèses classiques comme l'égalité des salaires horaires entre les industries ou l'équilibre de l'offre et de la demande sur le marché. Une telle démonstration peut même se généraliser aux situations où l'on considère des nombres quelconques de pays et de biens, des rendements non constants et plusieurs facteurs de production.

## Objections au principe de l’avantage comparatif
La théorie de l’avantage comparatif démontre à l’évidence que le libre-échange est infiniment préférable sur le plan économique à l’autarcie, mais ne permet pas de conclure à la sous-optimalité d’une protection douanière limitée et ciblée. De fait, les objections au principe de l’avantage comparatif sont nombreuses.

### Cas de protections commerciales
Une première objection est liée à la détermination des termes de l’échange. Dans la théorie classique, si l’Angleterre se spécialise dans le drap et le Portugal dans le vin, alors les deux pays y gagneront plus ou moins selon le prix du vin en drap tel qu’il est déterminé sur les marchés internationaux. Si un pays est suffisamment puissant économiquement, il se peut que sa mise en place d’un droit de douane minime contraigne ses partenaires à réduire le prix de leurs exportations afin de maintenir le prix perçu par les consommateurs. Dans ce cas, le pays puissant profite d’une amélioration de ses termes de l’échange qui lui permettra d’importer davantage en exportant moins. Ce raisonnement est incontestable sur le plan intellectuel, mais dans la pratique il ne peut s’appliquer qu’à de grandes puissances comme les États-Unis ou l’Union européenne, qui, en adoptant ce type d’attitude de façon non concertée, risqueraient de déclencher une guerre commerciale qui réduirait les gains suscités par l’échange.
La seconde objection est liée à l’existence de défaillances du marché, et plus précisément d’externalités. Par exemple, si une production permet d’accumuler du savoir-faire, d’accroître la productivité de l’ensemble de l’économie ou encore de lutter contre le chômage, alors son sacrifice aura un coût non mesuré par la théorie de l’avantage comparatif. Il est donc possible que la stimulation de cette production grâce à des protections commerciales ciblées puisse accroître le bien-être national en protégeant ces externalités, susceptibles d’apporter une richesse supérieure à celle procurée par le libre-échange. Là encore, le raisonnement protectionniste est exact et la mise en place d’une protection ciblée est efficace. Toutefois les défenseurs du libre-échange signalent que dans la plupart des cas, il existe de meilleurs instruments que la politique commerciale pour corriger les défaillances de marché et résoudre le problème des externalités, comme la subvention directe des productions que le gouvernement souhaite stimuler. La politique optimale est alors idoine et associe libre-échange et intervention étatique interne. Suivant cette règle, lorsque des pays sont spécialisés dans des productions connaissant une grande volatilité des prix, ils peuvent trouver intérêt à associer le libre-échange à une politique interne de régulation de la production (quota, stocks…).

### Variations des avantages comparatifs sectoriels
Une augmentation de l'avantage comparatif d'un pays dans un secteur spécifique (par exemple l'exportation de pétrole à la suite de la découverte d'un gisement) peut provoquer un phénomène de « maladie hollandaise » : les exports du pays se concentrent sur un bien, et les autres secteurs exportateurs de l'économie subissent des pertes de compétitivité-prix et doivent s'ajuster à la nouvelle situation.
Les brutales variations de revenus qu'entraînent dans des pays fortement spécialisés les variations de prix de certains marchés (produits agricoles, matières premières, etc.) perturbent les gains à l'échange des avantages comparatifs. Certains secteurs sont en effet soumis à une autre défaillance du marché : une grande volatilité des prix. Une solution pour atténuer ces chocs est d'avoir recours à des fonds de placement pour lisser ces variations de revenus.

### Influence de la concurrence imparfaite
Enfin la théorie de la concurrence imparfaite, qui décrit les marchés mondiaux comme dominés par un petit nombre de grandes entreprises, se faisant autant concurrence sur les prix que sur les produits, objecte que, contrairement à ce que prétend la théorie classique, les prix ne sont pas forcément révélateurs des coûts de production. En d’autres termes, une entreprise étrangère, parce qu’elle détient un monopole sur un produit, peut pratiquer un prix élevé. Or si l’entreprise étrangère pratique un prix de vente largement supérieur à ses coûts de production, le gouvernement peut lever une barrière douanière ciblée, qui, sans réduire le volume du commerce (dans la mesure où il reste rentable pour l’entreprise étrangère), permet d’accroître la richesse nationale en améliorant les termes de l’échange. Il semble qu’à nouveau, la politique commerciale optimale ne repose pas sur le libre-échange mais sur une protection réduite. Cette proposition protectionniste rencontre la même objection diplomatique que la première évoquée ; mais surtout la divergence entre les prix de ventes constatés et les coûts de production est contestée par l’économétrie et la théorie des marchés contestables, selon laquelle les monopoleurs tendent à ne jamais imposer de prix anormalement élevés afin de ne pas laisser se développer une concurrence éventuelle.

### Variations des facteurs de production
D’autres objections reposent sur la critique des hypothèses jugées non pertinentes de la théorie de l’avantage comparatif. L’une d’entre elles poserait, par exemple, le plein-emploi des facteurs de production, et donc l’absence de chômage, hypothèse qui semble absurde dans le contexte actuel de nombreux pays. En vérité, le postulat implicite de Ricardo est, plus exactement, le caractère constant du volume de travail utilisé. D’abord, la question du commerce international et de ses évolutions est une problématique de long terme, et les économies ont tendance à corriger les problèmes d’emploi sur les longues périodes. Par ailleurs, les États modernes disposent de banques centrales qui tendent, par la politique monétaire, à limiter la variabilité du taux de chômage, autour de son niveau structurel, le NAIRU, de sorte que les variations à court terme du volume de l’emploi sont relativement faibles. L’hypothèse implicite du volume constant de travail est donc une approximation pertinente.
Dans le contexte de la mondialisation économique, une des hypothèses explicites de la théorie de l’avantage comparatif s’écroule, celle de l’immobilité des facteurs de production. Aujourd’hui, les multinationales ne rencontrent que peu de difficultés à transférer leurs capitaux d’un pays à l’autre. Cette mobilité des facteurs n’est en fait pas du tout nouvelle ; d’abord parce que la mobilité du capital était déjà importante à la fin du XIXe siècle, ensuite parce que la mobilité des travailleurs est un des phénomènes historiques les plus marquants de celui-ci. L’objection populaire à la théorie de l’avantage comparatif est simple : si les capitaux peuvent passer d’un pays à l’autre, ils auront tendance à se concentrer autour des « avantages absolus. » En fait, d’un point de vue théorique, la mobilité des facteurs de production repose sur les mêmes déterminants que la mobilité des produits. Comme l’a montré Robert Mundell, dans le modèle HOS, les produits passent d’un pays à l’autre en raison des obstacles que rencontrent les facteurs de production à en faire autant ; inversement les facteurs bougent lorsque la mobilité des produits est restreinte. Le commerce international réside dans un échange de différences, passant soit par les produits, soit par les facteurs. Si les produits peuvent voyager librement, sans droits de douane et sans coût de transport, le lieu de production importe peu, et les flux de facteurs seront négligeables. À l’inverse, si une entreprise pense pouvoir réaliser des profits dans un pays étranger, mais que ce dernier pratique des droits de douane prohibitifs, sa seule chance sera d’aller produire sur place pour contourner l’obstacle. Dans cette optique, les effets théoriques des flux de capitaux sont semblables à ceux des flux de produits dans le modèle HOS : gains de rémunération pour les facteurs dominants, perte de revenus pour les facteurs dont la rareté est soudainement contestée. Du point de vue du revenu national, un capital américain investi à l’étranger pour des raisons de rentabilité provoquera une hausse de la production à l’étranger et une baisse de la production aux États-Unis, mais finalement, le gain réalisé en revenu reviendra à l’investisseur américain. Il est à noter que beaucoup de libre-échangistes sont hostiles à la libre circulation des capitaux, mais pour d’autres raisons, en particulier parce que leur forte volatilité occasionne de l’instabilité dans de nombreux pays, provoquant bulles et crises financières ou d’endettement.